# NGC 5136
NGC 5136 este o emission-line galaxy⁠(d) situată în constelația Fecioara. A fost descoperită în 12 aprilie 1784 de către William Herschel.